# Mainkur

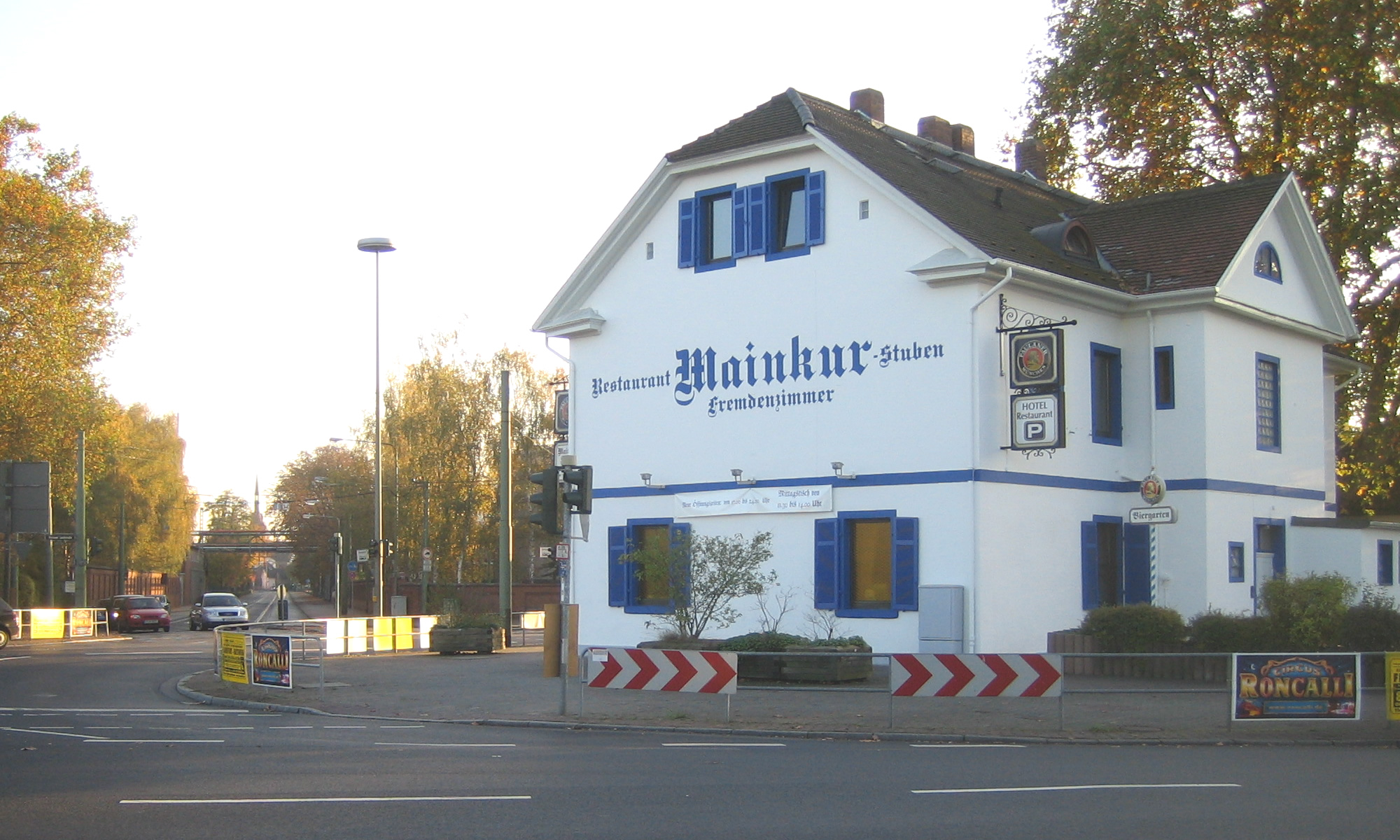
Gasthaus Mainkur-Stuben. Am linken Bildrand führt die Straße Alt-Fechenheim in den Ortskern.

Mainkur ist der Flurname eines am rechten Ufer des Mains gelegenen Gebietes in Frankfurt am Main. Es liegt nördlich des historischen Ortskerns von Frankfurt-Fechenheim. Der Name entstand vermutlich im 18. Jahrhundert.

## Geschichte
Der Name wurde erstmals im Jahr 1768 im Zusammenhang mit der Zollstation Main Cur erwähnt. Diese erhob Zollgebühren an der Grenze zwischen dem in der Landgrafschaft Hessen-Kassel (dem späteren Kurfürstentum Hessen) gelegenen Offenbach am Main und der Stadt Frankfurt am Main, die in der Höhe des Mainbogens verlief. Fechenheim und das spätere Gebiet der Mainkur gehörten zunächst zur Grafschaft Hanau und wurden nach 1736, nach dem Tod des letzten Hanauer Grafen, Johann Reinhard III., an die Landgrafschaft vererbt. Ungefähr an der Stelle der Zollstation steht heute das Restaurant Mainkur-Stuben, das den von Osten über die Bundesstraße 8 und die Bundesstraße 40 nach Frankfurt kommenden Besuchern als erstes auffälliges Gebäude der Stadt begegnet.
Ab 1765 war die Hanauer Landstraße als wichtiger Verkehrsweg entlang des Mains von der Hanauer Kinzigbrücke über Dörnigheim bis vor die Tore Frankfurts ausgebaut und bis 1780 mit Schotter befestigt. In der Folge öffneten entlang der Straße die ersten Gasthäuser mit dem Namen Zur Mainkur. Aus dem Jahr 1840 ist ein Hofgut Mainkur bekannt.
Die Zollstation wurde im Zuge der Juli-Revolution im Herbst 1830 bei den sogenannten „Hanauer Krawallen“, die sich auch gegen die Zölle an den Außengrenzen des Kurstaates richteten, in Schutt und Asche gelegt, ebenso wie in Hanau bereits das Steueramt und das Mainzollamt.
Im Jahr 1848 wurde die zu der Straße weitgehend parallel verlaufende Frankfurt-Hanauer Eisenbahn eröffnet, die auch eine Haltestelle Mainkur erhielt – in der Anfangszeit ein Grenzbahnhof an der immer noch bestehenden Grenze zwischen Hessen und der Freien Stadt Frankfurt.
1870 wurden nordwestlich von Fechenheim die mittlerweile aufgelösten Cassella Farbwerke Mainkur AG gegründet, auf deren Werksgelände verschiedene Nachfolgeunternehmen auch heute noch Farbmittel und andere Chemikalien produzieren. Auch andere Unternehmen siedelten sich links und rechts der Hanauer Landstraße an. Das Gesicht der Mainkur ist seitdem von Industrie- und Gewerbebetrieben geprägt.
Mainkur wurde als Bezeichnung für Orte und Betriebe übernommen. So gibt es unter anderem die Straße An der Mainkur, einen am Main gelegenen Campingplatz Mainkur und die Gasthausbrauerei Bier-Hannes zur Mainkur.
Koordinaten: 50° 8′ N, 8° 46′ O